# Fonseca (sobrenome)

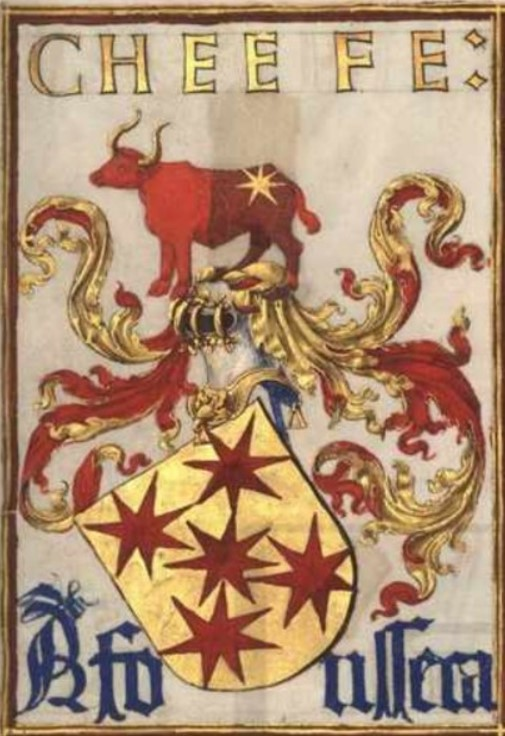
Brasão dos Fonseca. Fac-símile do Livro do Armeiro-Mor, manuscrito por José Calvão Borges e João Du Cros, datado de 1509, feito sob encomenda para D. Manuel I "O Venturoso", Rei de Portugal e Algarves.

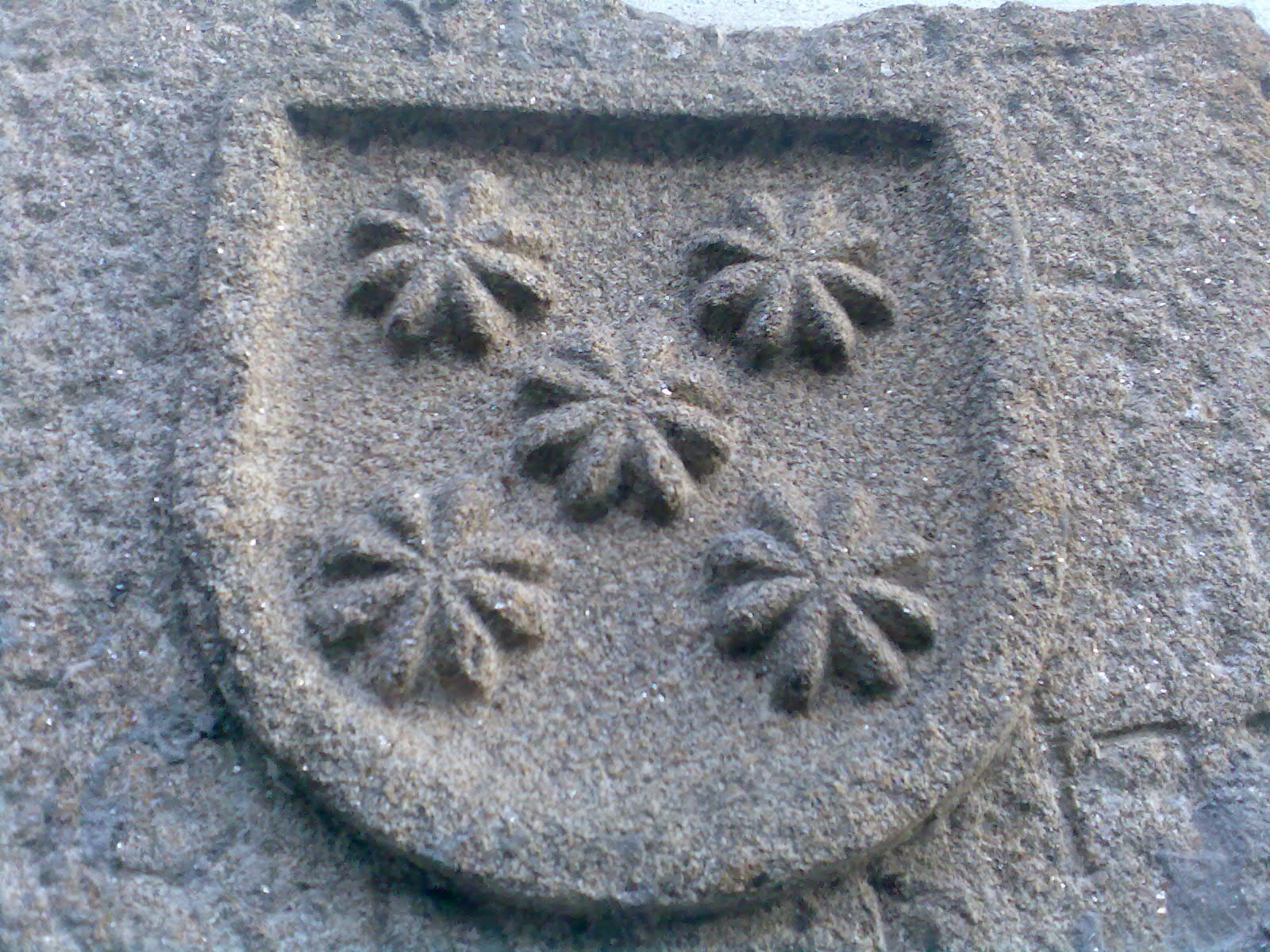
Escudo dos Fonseca em Santiago de Compostela, Espanha.

Fonseca é um sobrenome onomástico de origem espanhola e portuguesa. De origem toponímica, vem do latim fons sicca, que significa "fonte seca".
É também comum entre judeus sefarditas, inclusive, diversos judeus notórios eram assim chamados desde o século XV, dentre eles o Rabino Isaac Aboab da Fonseca.
Aparece com as variantes Fonseka, Fonsequa, Affonseca, D´Affonseca. No Livro do Armeiro-Mor, o Fonseca é mostrado ao lado das armas dos Ferreira, tendo elas as mesmas cores.

## Em Portugal
Os Fonseca são referidos como uma das cinco famílias originárias do Reino de Portugal, tendo em sua origem Monio Viegas, o "Gasco" da Armada dos Gascões que recuperou a cidade do Porto em 992 junto de seus filhos e do D. Onego, Bispo de Vendôme e do Porto. Monio faleceu durante a conquista de Riba Douro em 1022, junto dos filhos Egas Moniz e Gomes Moniz. Garcia Moniz, que era filho de Monio “Gasco”, gerou Rodrigo Garcia, sendo avô de Paio e de Garcia Rodrigues, os quais, junto do Conde D. Henrique fizeram a Conquista de Lamego em 1102. Receberam assim, pelo feito, o Couto de Leonil e Fonseca ou Fonte Seca, origem do apelido.
As armas dos Fonseca em muito se assemelham com as da família Coutinho, pois ambas possuem as cinco estrelas de sete pontas em vermelho sobre fundo dourado, como pode ser conferido através do título nobiliárquivo de Conde de Marialva.

## No Brasil
O sobrenome chegou no país ainda no século XVI.
Em Niterói, Rio de Janeiro, Brasil, encontra-se um bairro de classe média denominado Fonseca.
Este é um sobrenome (em Portugal apelido) de notável tradição militar na história do país, tendo os Fonseca ocupado diversos cargos de alta patente nas forças armadas brasileiras. Os militares mais lembrados são Marechal Deodoro da Fonseca, nascido em 1827 em Deodoro, Alagoas, responsável pela Proclamação da República, em 15 de novembro de 1889 e primeiro Presidente do Brasil. O Marechal Hermes da Fonseca, nascido em 1855, também foi Presidente do Brasil. Também era encontrado fortemente no agronegócio do Brasil colonial e da República Velha.

## Personalidades

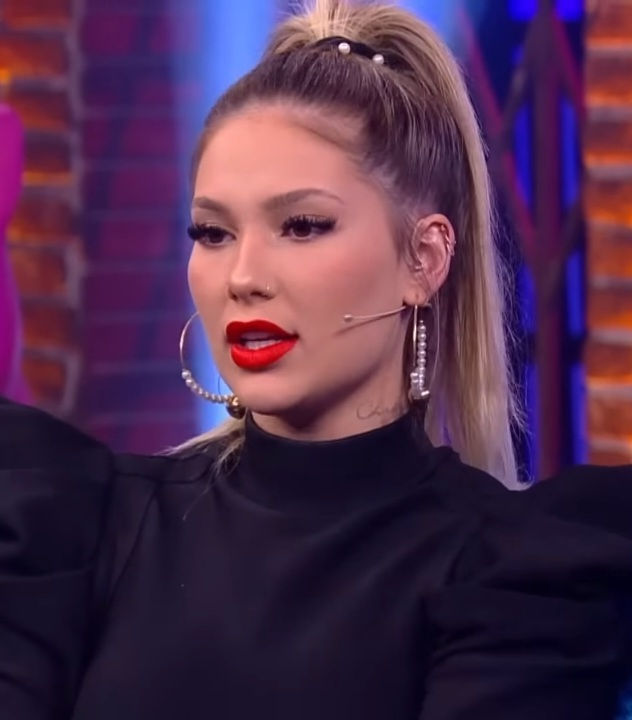
Virginia Fonseca, influenciadora brasileira.

- Deodoro da Fonseca, ex-presidente do Brasil.
- Hermes da Fonseca, ex-presidente do Brasil.
- Ademilde Fonseca, cantora brasileira.
- Rubem Fonseca, romancista brasileiro.
- Virginia Fonseca, influenciadora e empresária brasileira.
- Theresa Fonseca, atriz brasileira.
- Priscilla, cantora brasileira.
- Polliana Aleixo, atriz brasileira.
- Kally Fonseca, cantora brasileira.
- Cátia Fonseca, apresentadora brasileira.
- Cláudia Abreu, atriz brasileira.
- Dira Paes, atriz brasileira.
- Monique Evans, modelo e atriz brasileira.
- José Victor Pires, ator brasileiro.
- Felipe Bragança, ator brasileiro.
- Péricles, cantor brasileiro.
- Luciano Camargo, cantor brasileiro.
- Sérgio Cardoso, ator brasileiro.
- Cabo Daciolo, político brasileiro.
- Gabriel Veron, futebolista brasileiro.
- Gabriel Ruiz Fonseca Costa, jogador de rúgbi brasileiro.
- Manuel Pinto da Fonseca, nobre português.
- António Manuel da Fonseca, pintor português.
- Paulo Fonseca, técnico e ex-futebolista português.
- Fernando Fonseca, futebolista português.
- David Fonseca, cantor português.
- Rolando Fonseca, ex-futebolista costarriquenho.
- Diego Calvo, futebolista costarriquenho.
- Lyndsy Fonseca, atriz norte-americana.